# E Live
E Live – pierwszy album koncertowy włoskiej piosenkarki Emmy Marrone, wydany 11 listopada 2014 przez wytwórnię Universal Music.
Album znalazł się na 6. miejscu na oficjalnej włoskiej liście sprzedaży i był promowany singlem „Resta ancora un po’”, napisanym przez samą wokalistką. Krążek uzyskał status złotej płyty za sprzedaż w nakładzie przekraczającym 25 tysięcy egzemplarzy.
Wydawnictwo objęło dwie płyty: CD (16 utworów) oraz DVD (20 utworów), na których prócz premierowego singla zostały zawarte największe przeboje z repertuaru Emmy Marrone w wersjach na żywo, zarejestrowanych 7 lipca 2014 podczas jej koncertu w Weronie w ramach trasy koncertowej #EmmaLimitEdition.

## Lista utworów
Opracowano na podstawie materiałów źródłowych.
CD
1. „Amami” – 5:19
2. „Sarò libera” – 3:52
3. „Se rinasci” – 4:59
4. „Schiena” – 5:23
5. „Chimera” – 4:16
6. „L’amore non mi basta” – 3:34
7. „Io son per te l’amore” – 4:56
8. „In ogni angolo di me” – 4:05
9. „Ma che vita fai” – 4:31
10. „Dimentico tutto” – 4:35
11. „Non è l’inferno” – 4:41
12. „Arriverà” – 3:46
13. „Cercavo amore” – 4:25
14. „Calore” – 5:14
15. „La mia città” – 4:09
16. „Resta ancora un po’” (studio version) – 3:34

DVD
1. „Amami”
2. „La mia felicità”
3. „Sarò libera”
4. „Se rinasci”
5. „Schiena”
6. „Trattengo il fiato”
7. „Chimera”
8. „L’amore non mi basta”
9. „Io son per te l’amore”
10. „In ogni angolo di me”
11. „Ma che vita fai”
12. „Resta ancora un po’”
13. „Dimentico tutto”
14. „Hombre de tu vida” (i David Bisbal)
15. „Amame” (i David Bisbal)
16. „Non è l’inferno”
17. „Arriverà”
18. „Cercavo amore”
19. „Calore”
20. „La mia città”

## Pozycja na liście sprzedaży
| Kraj   | Lista sprzedaży (2014) | Najwyższa pozycja | Certyfikat  | Sprzedaż |
| ------ | ---------------------- | ----------------- | ----------- | -------- |
| Włochy | FIMI                   | 6                 | złota płyta | 25 000+  |